# Gustav Johansson (Tre Rosor)
Gustav Johansson (Tre Rosor), född 1531 på Nyköpingshus, Södermanland, död 3 april 1566 i Svinnegarns församling, Uppland, var en svensk greve och riksråd.

## Biografi
Gustav Johansson föddes 1531 i Nyköping. Han var son till Johan Turesson (Tre Rosor) och Kristina Nilsdotter (Gyllenstierna). Gustav Johansson var 1550 sändebud till kejsar Karl V och 1554 utnämndes han till riksråd. Han blev riddare 1561 och vid Erik XIV:s kröning i Uppsala 29 juni 1561 upphöjdes han till greve och fick då Enköping till grevskap. Den 15 juli 1562 ändrades grevskapet till Bogesunds stad. Gustav Johansson utsågs 1563 till ambassadör i Hessen. Han avled 1566 på Haga slott.
Han skrev sig därefter greve till Enköping och friherre till Lindholmen.
Han var från 1562 intill sin död lagman i Västmanlands och Dalarnas lagsaga.

### Egendom
Gustav Johansson ägde 519 gårdar och torp år 1559.

### Familj
Gustav Johansson gifte sig första gången med  Ingeborg Kristoffersdotter (Röd) (död 1558), dotter till riksrådet och kanslern Kristofer Andersson (Röd) och Brita Jönsdotter (Ros till Ervalla). De fick tillsammans barnen ståthållaren Johan Gustafsson (Tre Rosor) (död 1581) i Västmanland och Dalarna och Sigrid Gustavsdotter (Tre Rosor) (död 1586) som var gift med hertig Karls råd friherre Bengt Oxenstierna.
Han gifte sig andra gången med friherrinnan Cecila Gustavsdotter (Stenbock) (död mellan 1625–1626), dotter till riksrådet och marsken friherre Gustaf Olofsson (Stenbock) och Brita Eriksdotter (Leijonhufvud). De fick tillsammans sonen Sten Gustavsson (Tre Rosor) (död 1590).